# Allium baekdusanense
Allium baekdusanense är en amaryllisväxtart som beskrevs av Yong No Lee. Allium baekdusanense ingår i släktet lökar, och familjen amaryllisväxter. Inga underarter finns listade i Catalogue of Life.